# Delaplaine
Delaplaine is een plaats (town) in de Amerikaanse staat Arkansas, en valt bestuurlijk gezien onder Greene County.

## Demografie
Bij de volkstelling in 2000 werd het aantal inwoners vastgesteld op 127.
In 2006 is het aantal inwoners door het United States Census Bureau geschat op 130, een stijging van 3 (2,4%).

## Geografie
Volgens het United States Census Bureau beslaat de plaats een oppervlakte van
2,9 km², geheel bestaande uit land. Delaplaine ligt op ongeveer 84 m boven zeeniveau.

## Plaatsen in de nabije omgeving
De onderstaande figuur toont nabijgelegen plaatsen in een straal van 24 km rond Delaplaine.